# Phục bích tại châu Đại Dương
Phục bích (chữ Hán: 復辟), còn được phiên âm là phục tích hay phục tịch, nghĩa đen là "khôi phục ngôi vua" là trường hợp một quân chủ đã từ nhiệm hoặc đã bị phế truất hay từng bị lật đổ bởi các cuộc cách mạng và đảo chính trong nước, thậm chí phải lưu vong do nạn ngoại xâm nhưng sau đó khôi phục lại được ngôi vị của mình.
Dưới đây là bản danh sách liệt kê tất cả những cuộc phục bích trong lịch sử nhân loại trên phạm vi toàn châu Đại Dương tự cổ chí kim, ngoài những vị vua chính thống được công nhận ở đây có bổ sung thêm những nhân vật có quyền lực tương đương quân chủ bao gồm: các vị vua tự xưng tồn tại ngắn ngủi, những vị quyền thần thế tập (Lãnh chúa, Mạc phủ), những vị đứng đầu một chính thể độc lập kiểu như Tiết độ sứ hay Thống đốc và quân phiệt cát cứ thời loạn hoặc những vị nhiếp chính cùng hoàng tử giám quốc.

## Wallis và Futuna
Lavelua:
- Soane-Patita Vaimua Lavelua (tại vị:1826-1829; phục vị:1830-1858)

Năm 1829, vua Soane-Patita Vaimua Lavelua bị mất chức bởi Takala. Tuy nhiên chỉ một năm sau, ông đã thành công trong việc giành lại ngôi vị của mình.
- Sosefo Mautāmakia I (tại vị:1906-1910; phục vị:1931-1933)

Năm 1910, vua Sosefo Mautāmakia I thất bại bởi Soane-Patita Lavuia. Năm 1916, Sosefo Mautāmakia II kế nhiệm chức vụ của Soane-Patita Lavuia đến năm 1918 thì Vitolo Kulihaapai lên thay thế. Năm 1824, Tomasi Kulimoetoke I nắm giữ quyền lực tại Lavelua. Năm 1928 thì đến lượt Mikaele Tufele II cai trị, năm 1931 Sosefo Mautāmakia I quay trở lại chính trường lần thứ hai.
- Mikaele Tufele II (tại vị:1928-1931; phục vị:1933)

Năm 1931, Mikaele Tufele II thất khứ vương quyền bởi sự trở lại của cựu quân chủ Sosefo Mautāmakia I. Năm 1933, Petelo Kahofuna lật đổ được Mautāmakia I, Mikaele Tufele II thừa cơ nổi dậy phục bích nhưng lại không duy trì được lâu đã bị Joseph Jean David đánh bại.
Tước hiệu Tu`i Agaifo:
- Petelo Maituku (tại vị:1954-1958; phục vị:1970-1973)

Năm 1958, Setefano Tuikalepa thay thế Petelo Maituku làm vua Tu`i Agaifo. Năm 1960 đến lượt Kamaliele Moefana cầm quyền, từ năm 1961 đến năm 1962 là giai đoạn cai trị của Pio Tagatamanogi, còn từ năm 1962 đến năm 1965 thì Mikaele Fanene mới là người nắm giữ ngai vàng. Tiếp theo, Paino Iva tại vị từ năm 1965 đến năm 1966 và Seteone Pipisega từ năm 1966 đến năm 1970 cho tới khi Petelo Maituku quay trở về làm vua lần thứ nhì.